# Теребаєво
Тереба́єво (рос. Теребаево) — присілок у складі Нікольського району Вологодської області, Росія. Входить до складу Нікольського сільського поселення.

## Населення
Населення — 173 особи (2010; 203 у 2002).
Національний склад (станом на 2002 рік):
- росіяни — 100 %